# Xã Clifton, Quận Washington, Kansas
Xã Clifton (tiếng Anh: Clifton Township) là một xã thuộc quận Washington, tiểu bang Kansas, Hoa Kỳ. Năm 2010, dân số của xã này là 426 người.